# Marcello Olivi
Marcello Olivi (Genova, 19 giugno 1923 – Padova, 20 aprile 2012) è stato un politico italiano e comandante partigiano, medaglia d'argento al valor militare, Presidente della Provincia di Padova, deputato della Repubblica, esponente della Democrazia Cristiana.

## Biografia
Marcello Olivi nasce a Genova, il 19 giugno del 1923. Partecipa alla Resistenza tra i laureati cattolici nel Corpo Volontari della Libertà, allora guidati in Veneto da Luigi Gui e da Stanislao Ceschi. Laureato in Giurisprudenza, figura di punta della Democrazia Cristiana, è presidente della Provincia di Padova dal 1965 al 1970. Nel 1972 viene eletto alla Camera dei deputati nella VI legislatura della Repubblica Italiana.